# Zichy Antónia
Zicsi és vázsonykői gróf Zichy Antónia Erzsébet Valburga (Cífer, 1816. július 14. – Dáka, 1888. szeptember 28.) gróf Batthyány Lajos mártír miniszterelnök felesége, Batthyány Elemér gróf édesanyja.

## Élete
A régi dunántúli főnemesi gróf Zichy család sarja. Szülei zicsi és vázsonykői gróf Zichy Károly (1785–1876), császári és királyi kamarás, földbirtokos és németújvári gróf Batthyány Antónia (1789–1825) voltak; a házasságnak hatodik gyermeke. Apai nagyszülei gróf Zichy Ferenc (1749–1812), földbirtokos és gróf Maria Anna von Kolowrat-Krakowsky (1753–1805) voltak. Anyai nagyszülei németújvári gróf Batthyány János Nepomuk (1745–1831), földbirtokos, és gróf Maria Johanna Antonia zu Herberstein (1766–1838) voltak. 1816. július 14-én született Cíferben, keresztszülei Knapich János királyi kamarás és felesége, Szilágyi Anna voltak.

### Testvérei
- Anna (1807–1900), férje herceg Odescalchi Ágost
- Mária (1810–1838), férje báró Wilhelm von Walterskirchen
- Antal (*1811–fiatalon mh.)
- Karolina (*1812–fiatalon mh.)
- József (1814–1897), neje herceg Melanie von Metternich-Winneburg
- Károly (1817–1832)
- Karolina (1818–1903), férje gróf nagykárolyi Károlyi György
- János Nepomuk (1820–1911), neje báró krajovai és topolyai Kray Irma[5]

### Házassága

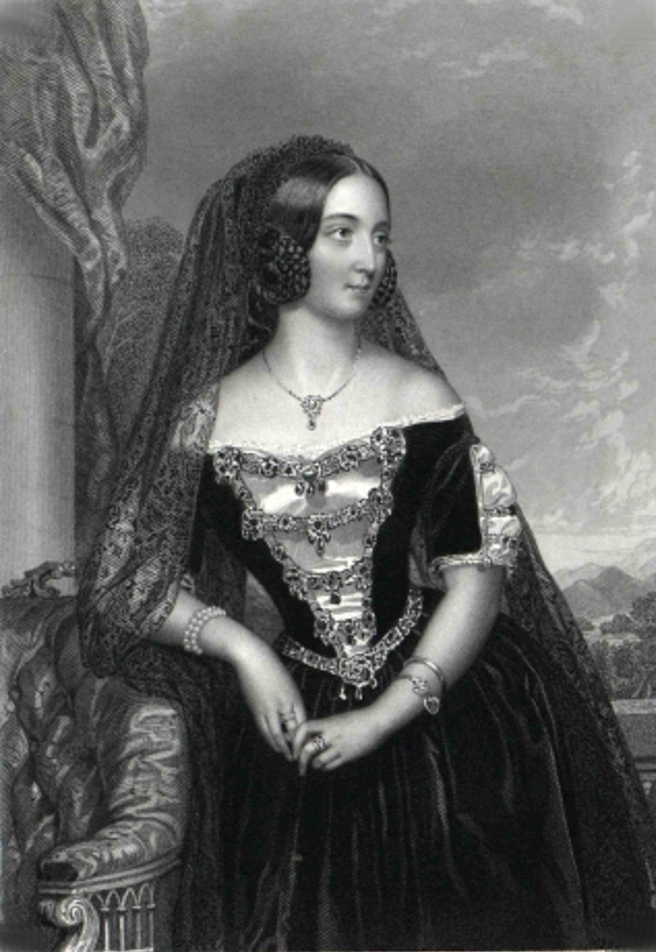
Zichy Antónia Barabás Miklós képén

1834. december 4-én Pozsonyban ment hozzá gróf németújvári Batthyány Lajoshoz. Házasságkötésük alkalmából Dancsecs József ikervári plébános köszöntötte őket, majd beköltöztek az ikervári Batthyány-kastélyba. Antónia nagy hatással volt férjére, édesapja hazaszeretete igazi „honleánnyá” tette. 1844-ben családjával gőzhajóval hazafelé tartott Bécsből, amikor egy arab férje tenyeréből jósolva, megjövendölte annak halálát. 1846-ban megszületett fiuk, Elemér.
A szabadságharc kitörésekor Batthyány a Habsburg-hű horvátok ellen fegyvert fogva nemzetőrnek állt. 1848. június 13-án a Vas Megyei Nemzetőrség zászlaját Antónia avatta fel. Ennek az eseménynek az emlékét őrzi az ősi Batthyány-kastély falán elhelyezett emléktábla. Férjével tartott Pestre, ahol a nép sáncokat épített, védekezésül a közelgő Windischgrätz csapatai ellen, majd beállt földet talicskázni. 1849. január 9-én, a húgánál, Karolinánál töltött vacsora közben tartóztatták le férjét, akkor Antónia még azt hitte, hogy hamarosan szabadon engedik.
Szegény! Fogsága alatt egyszer azt mondta nekem, hogy ő nem tartotta kívánatosnak Magyarország elszakadását Ausztriától, mert nem hitte, hogy a többi állam elismeri mint független országot, hogy az első perctől fogva az orosz intervenciótól tartott, és azért is a kiegyenlítés mellett volt. De hogy nem hitte, miszerint a nemzet annyi erőt fog kifejteni, és annyira lelkesedni, hogy ebben a tekintetben Kossuth jól ismerte és jól ítélte a nemzetet, jobban mint ő; – azt tette hozzá – ha mind azt tudtam volna, mit most tudok, a sok csalást, hazugságot, kétszínűséget, talán én is másképpen léptem volna fel
Batthyányt fogsága alatt hetente kétszer látogathatta meg, s a gyermekeiket is bevihette. Férjét 1849 szeptemberében kötél általi halálra ítélték, Antónia utoljára október 5-én láthatta, akkor állítólag kis papírvágó tőrt csempészett be hozzá, amivel férje saját nyaki ütőerét megsebezte, s így másnap felakasztani nem tudván, agyonlőtték. Az özvegynek el kellett hagynia Pestet, majd az országot is, akkor Genfbe utazott. Tíz év múlva visszatért Magyarországra, ahol részt vett az ifjúság által szervezett gyászmisén a vértanú Batthyányért, akinek tetemét titokban közvetlenül kivégzése után befalazták a ferences rend pesti templomának sírboltjába. Később, 1870. június 9-én exhumálták és nagy fővárosi (államit a király nem engedélyezett) részvét mellett méltóképpen eltemették a Kerepesi temető hatalmas mauzóleumába.
Amikor fia megismerkedett Marie Louise von Wallersee grófnével, Erzsébet királyné unokahúgával, és feleségül akarta venni, megírta levelében: „A gyilkos családba nem nősülünk!”. Mert nem tudta megbocsátani Ferenc Józsefnek, hogy férjét becstelen módon kivégeztette. Ezért fiát megfenyegette: ha elveszi a grófnét, házasságuk napján öngyilkosságot fog elkövetni. A tervezett házasság így meghiúsult.
Batthyányné és Damjanich Jánosné 1862. március 13-án megalapították a magyar gazdasszonyok országos egyletét.

## Művei
- Batthyány Lajos emlékezete. Özv. gróf Batthyány Lajosné, szül. gróf Zichy Antónia visszaemlékezései férje fogságáról és haláláról; Jel, Bp., 2008 + 2 CD

## Emlékezete
- Az Ikervári Általános Művelődési Központ róla kapta a nevét.